# Turbina Francisa

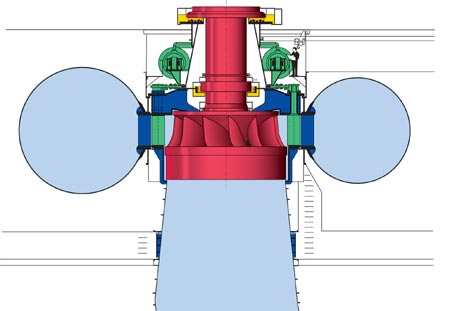
Turbina Francisa (źródło: Voith-Siemens)

Turbina Francisa – turbina wodna opracowana przez Jamesa Francisa. W turbinie Francisa woda ze zbiornika górnego wpływa całym obwodem na łopatki kierownicze i wówczas przyspiesza, a następnie zasila wirnik roboczy. Po przepłynięciu kanałami między łopatkami w kształcie dysz woda z dużą prędkością opuszcza wirnik i wchodzi do rury ssawnej. Temu procesowi towarzyszy reakcja hydrodynamiczna, która wprowadza wirnik w ruch w kierunku przeciwnym do wylotu wody.

## Historia

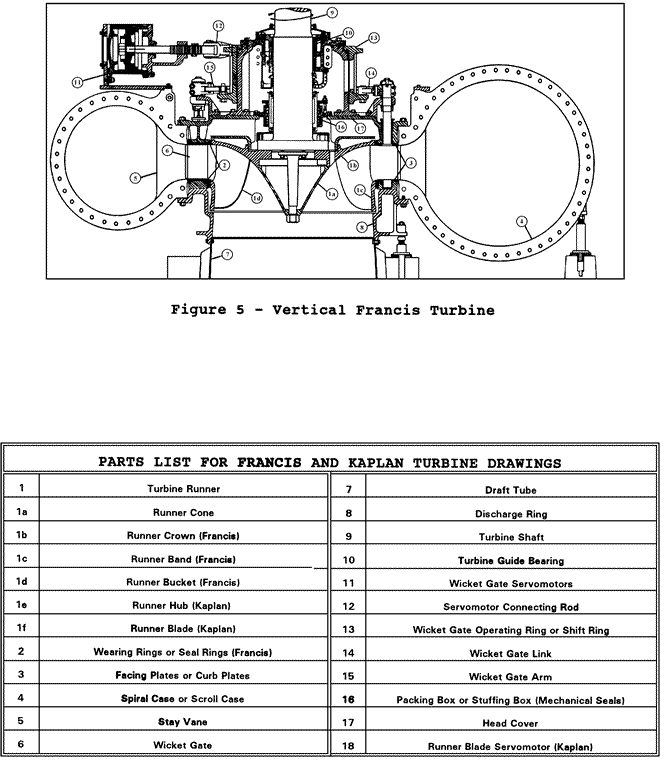
Części turbiny Francisa

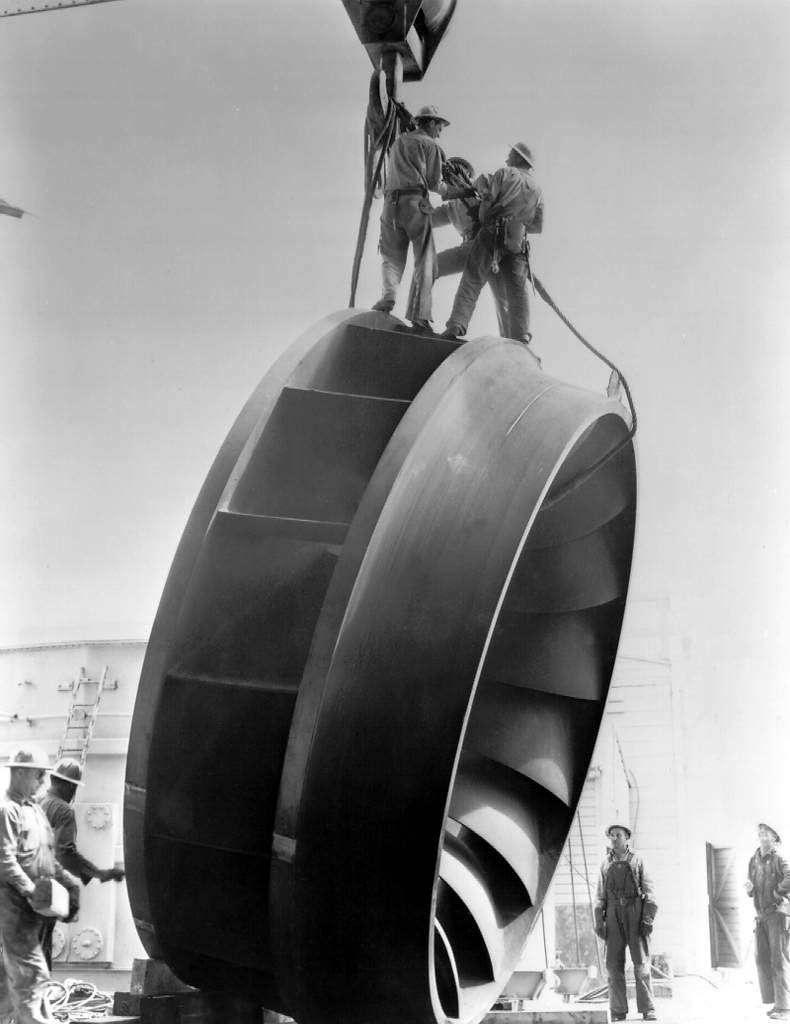
Wirnik turbiny Francisa, Tama Grand Coulee

Koło wodne od setek lat było wykorzystywane w Europie do napędzania prostych maszyn takich jak żarna młyńskie. W wieku XIX rewolucja przemysłowa znacznie zwiększyła zapotrzebowania na pracę urządzeń mechanicznych. Rozwój turbin wodnych pozwolił im na konkurowanie z silnikami parowymi, tam gdzie dostępna była energia płynącej wody.
W roku 1826 Benoît Fourneyron skonstruował turbinę wodną wysokiej wydajności (80%) z zewnętrznym przepływem. Wodę kierowano stycznie na wirnik, co powodowało jego rotację. Około roku 1820 Jean-Victor Poncelet skonstruował turbinę z przepływem wewnętrznym działającą na podobnej zasadzie. Kolejna podobna wersja turbiny została opatentowana w Ameryce w roku 1838 przez S. B. Howda
W roku 1848 James B. Francis udoskonalił projekty poprzedników, dzięki czemu jego turbina osiągnęła 90% sprawności. Ten amerykański inżynier zastosował podejście naukowe. Przeprowadził szereg eksperymentów, dzięki czemu jego turbina okazała się wyraźnie lepsza. Opracował szereg technik obliczeniowych, które pozwoliły pokoleniom pracujących po nim inżynierów lepiej zrozumieć zjawiska zachodzące podczas przepływu wody na łopatkach. W oparciu o jego prace możliwe stało się zaprojektowanie turbiny uwzględniającej warunki hydrologiczne panujące w miejscu jej pracy.

## Podstawy teoretyczne
Turbina Francisa jest turbiną reakcyjną – płyn roboczy podczas przepływu przez to urządzenie rozpręża się. Energia potencjalna płynu zostaje przekształcona w energię kinetyczną obracającego się wirnika. Turbina znajduje się między zbiornikiem płynu o wyższym ciśnieniu (wyższy poziom cieczy) i zbiornikiem zawierającym płyn o niższym ciśnieniu (niższy poziom cieczy). Źródłem różnicy ciśnień jest w przypadku hydroelektrowni siła ciążenia.
Przewód dostarczający ciecz roboczą ma kształt spirali. Poruszający się płyn przemieszcza się po coraz mniejszym promieniu, co zgodne z zasadą zachowania momentu pędu prowadzi do wzrostu prędkości obrotowej. Podobnie dzieje się gdy kręcący się łyżwiarz składa szeroko rozłożone ręce, co znacznie zwiększa jego obroty. Łopatki kierujące prowadzą płyn stycznie do kierunku rotacji wprost na łopatki wirnika. Kąt ustawienia łopatek kierujących może być regulowany, co pozwala na zapewnienie optymalnej pracy w szerokim zakresie różnicy ciśnień. Łopatki wirnika nie są ruchome.

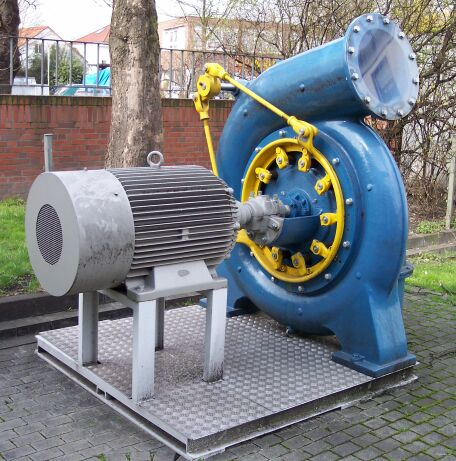
Turbina Francisa i generator
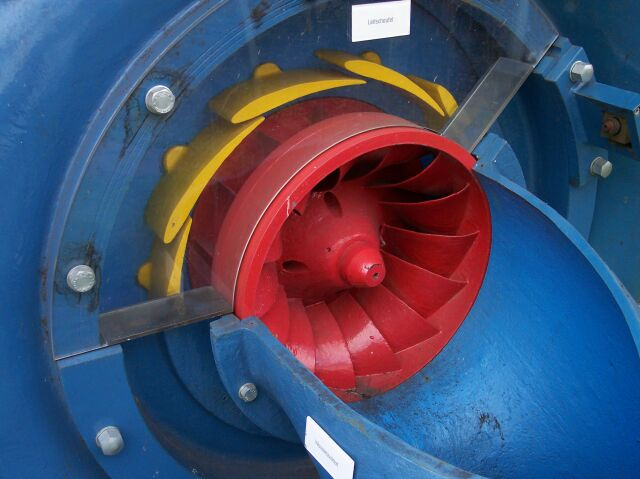
Łopatki kierujące ustawienie dla minimalnego przepływu (przekrój)
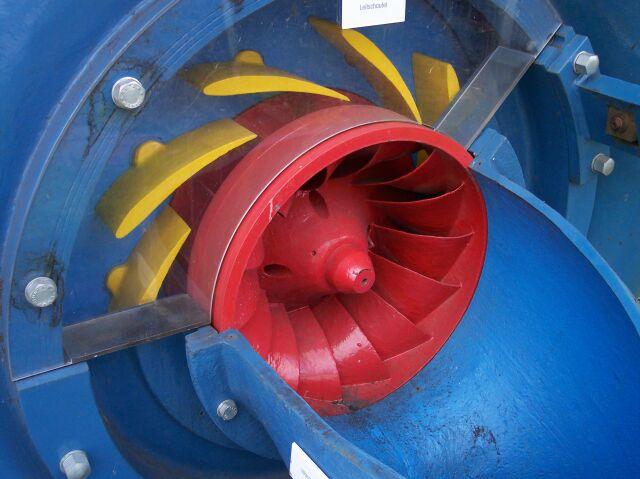
Łopatki kierujące ustawienie dla maksymalnego przepływu (przekrój)

Podczas opuszczania wirnika woda trafia na specjalnie ukształtowany kołpak wirnika. Jego kształt pozwala na zmniejszenie prędkości wody i zwiększenie ciśnienia.

## Zastosowania

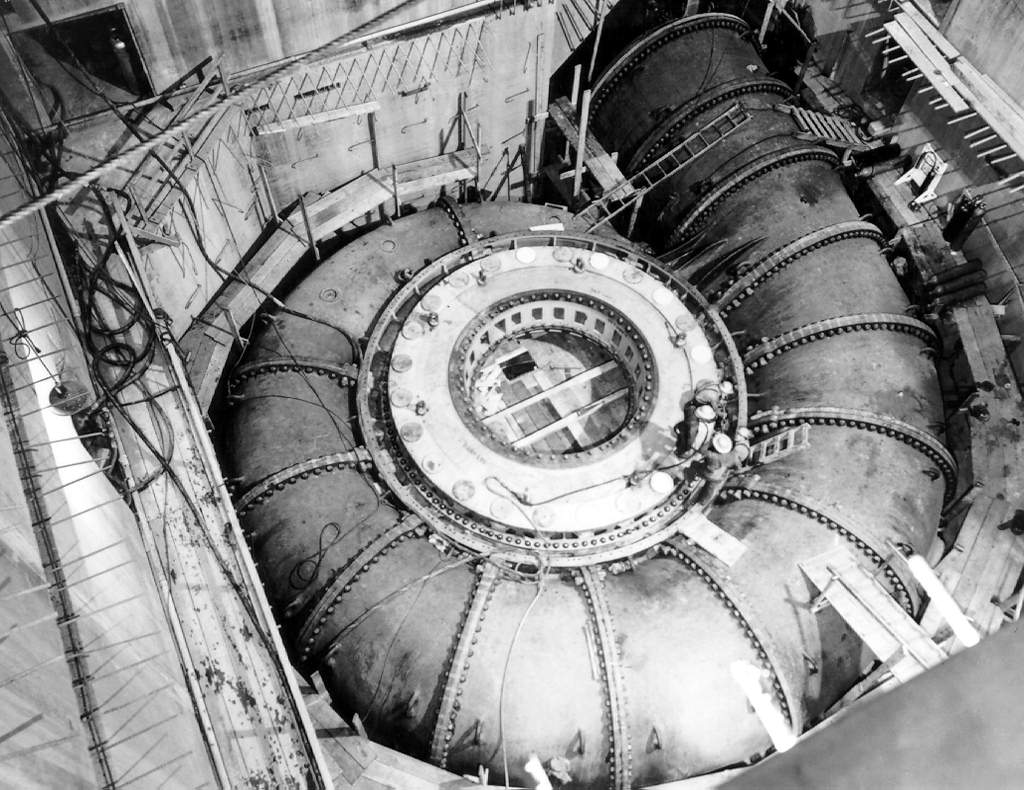
Spiralny przewód turbiny Francisa, Tama Grand Coulee

Turbiny Francisa stosuje się głównie do napędu generatorów prądu w elektrowniach wodnych o odpowiednio wysokim spadku wody. Większe turbiny Francisa są projektowane specjalnie dla każdego miejsca, w którym zostaną zainstalowane, co pozwala osiągać sprawność powyżej 90%. Są niezwykle kosztowne w produkcji i instalacji, ale zachowują sprawność przez dekady.
Turbiny Francisa są maszynami odwracalnymi. Mogą być także stosowane w elektrowniach szczytowo-pompowych, gdzie nadmiarowa moc elektryczna wykorzystywana jest do pompowania wody ze zbiornika dolnego do górnego. Turbina (napędzana generatorem pracującym jako silnik) pracuje wówczas jako łopatkowa pompa odśrodkowa. 